# Europapokal der Landesmeister (Handball) 1981/82
Am Europapokal der Landesmeister 1981/82 nahmen 24 Handball-Vereinsmannschaften aus 24 Ländern teil, die sich in der vorangegangenen Saison in ihren Heimatländern für den Wettbewerb qualifiziert hatten. Es war die 22. Austragung des Wettbewerbs. Titelverteidiger war SC Magdeburg. Mit Honvéd Budapest errang zum ersten Mal eine Mannschaft aus Ungarn den Pokal, in dem sie das Finale gegen den Schweizer Vertreter TSV St. Otmar St. Gallen gewannen.

## Modus
In allen Runden wurde im K.-o.-System mit Hin- und Rückspiel gespielt.

## 1. Runde
Vikingarnas Helsingborg, Helsingør IF, VSŽ Košice, RK Borac Banja Luka, TV Großwallstadt, Víkingur Reykjavík, Atlético Madrid und Titelverteidiger SC Magdeburg hatten ein Freilos und stiegen damit direkt in das Achtelfinale ein.
|                       | Gesamt  |                          | Hinspiel | Rückspiel |
| --------------------- | ------- | ------------------------ | -------- | --------- |
| NCR Blau-Wit Neerbeek | 33:36   | Sporting Neerpelt        | 19:21    | 14:15     |
| Ionikos Athen         | 33:76   | Honvéd Budapest          | 22:39    | 11:37     |
| ZSKA Sofia            | 64:39   | Beşiktaş Istanbul        | 37:17    | 27:22     |
| Maccabi Petah Tikva   | 45:55   | ASKÖ Linz                | 27:28    | 18:27     |
| Sjundeå IF            | 42:42 † | Nordstrand IF Oslo       | 20:15    | 22:27     |
| Brentwood '72 HC      | 44:57   | HB Dudelange             | 25:32    | 19:25     |
| Cividin Trieste       | 38:41   | TSV St. Otmar St. Gallen | 23:21    | 15:20     |
| Sporting Lissabon     | 47:59   | USM Gagny                | 25:27    | 22:32     |

## Achtelfinale
|                          | Gesamt |                         | Hinspiel | Rückspiel |
| ------------------------ | ------ | ----------------------- | -------- | --------- |
| Honvéd Budapest          | 58:55  | USM Gagny               | 34:28    | 24:27     |
| ZSKA Sofia               | 42:43  | Vikingarnas Helsingborg | 24:21    | 18:22     |
| Helsingør IF             | 45:37  | Sporting Neerpelt       | 26:16    | 19:21     |
| HB Dudelange             | 30:56  | VSŽ Košice              | 15:31    | 15:25     |
| RK Borac Banja Luka      | 63:44  | ASKÖ Linz               | 32:22    | 31:22     |
| SC Magdeburg             | 30:31  | TV Großwallstadt        | 15:13    | 15:18     |
| Víkingur Reykjavík       | 36:38  | Atlético Madrid         | 14:15    | 22:23     |
| TSV St. Otmar St. Gallen | 59:40  | Sjundeå IF              | 28:24    | 31:16     |

## Viertelfinale
|                         | Gesamt  |                          | Hinspiel | Rückspiel |
| ----------------------- | ------- | ------------------------ | -------- | --------- |
| Vikingarnas Helsingborg | 55:67   | Honvéd Budapest          | 28:27    | 27:40     |
| VSŽ Košice              | 46:46 ‡ | Helsingør IF             | 32:26    | 14:20     |
| TV Großwallstadt        | 34:31   | RK Borac Banja Luka      | 19:16    | 15:15     |
| Atlético Madrid         | 39:40   | TSV St. Otmar St. Gallen | 21:18    | 18:22     |

## Halbfinale
|                          | Gesamt |                  | Hinspiel | Rückspiel |
| ------------------------ | ------ | ---------------- | -------- | --------- |
| Helsingør IF             | 44:46  | Honvéd Budapest  | 23:22    | 21:24     |
| TSV St. Otmar St. Gallen | 34:32  | TV Großwallstadt | 16:15    | 18:17     |

## Finale
Das Hinspiel fand am 2. Mai 1982 in Budapest vor 1000 Zuschauern und das Rückspiel am 8. Mai 1982 in der Herisauer Eishalle vor 5300 Zuschauern statt.
|                 | Gesamt |                          | Hinspiel     | Rückspiel    |
| --------------- | ------ | ------------------------ | ------------ | ------------ |
| Honvéd Budapest | 49:34  | TSV St. Otmar St. Gallen | 25:16 (11:6) | 24:18 (11:7) |

Hinspiel
- Honvéd Budapest[2]: Alpár Jegenyés − László Somogyi (1), Péter Cseri, Peter Őri (8/2), Sándor Illés (3), Péter Kovács (8/2), József Kenyeres (4), István Szőke (1), László Tengely, László Iványi. Nicht im Kader: János Dankó, Miklós Kárpáti, Róbert Nagy. Trainer: László Kovács und Lajos Mocsai[3]
- TSV St. Otmar St. Gallen: Hanspeter Lutz, Peter Jehle (2), Peter Stürm (4), Nedeljko Vujinović, Alex Bruggmann (1), Robert Jehle (7), Norwin Platzer, René Hirsch (1), Heinz Karrer (1), René Weibel. Nicht im Kader: Gottfried Bachmann, Daniel Peterer. Trainer: Nedeljko Vujinović und Sead Hasanefendić.[4]
- Schiedsrichter:  Rodil und Olsen

Rückspiel
- TSV St. Otmar St. Gallen: Hanspeter Lutz, Daniel Peterer – Heinz Karrer, Robert Jehle (9/1), Peter Stürm (4/1), René Hirsch, Alex Bruggmann (1), Peter Jehle (1), Norwin Platzer (3), René Weibel, Wirth.
- Honvéd Budapest[2]: Alpár Jegenyés, Miklós Kárpáti − László Somogyi (3), István Szőke (1), Róbert Nagy, Sándor Illés (2), Péter Kovács (6), József Kenyeres (2), Peter Őri (8/2), Péter Cseri (2),  I. Szabó. Trainer: László Kovács und Lajos Mocsai
- Schiedsrichter:  Antonsen und Bolstad